# Operation FS
Die Operation FS war ein Plan des Generalstabs der japanischen Streitkräfte zur Einnahme der Fidschi-Inseln, Samoas und Neukaledoniens im Südpazifik während des Pazifikkriegs im Zweiten Weltkrieg. Es war geplant die Operation im Juli oder August 1942 nach den erfolgten Operationen MO, RY und MI durchzuführen. Das Ziel der Operation bestand darin, die Versorgungs- und Kommunikationslinien zwischen Australien und den Vereinigten Staaten zu unterbrechen, damit die von Japan bis dahin eroberten Gebiete im Südpazifik gesichert werden konnten.

## Vorgeschichte
Selbst die optimistischsten japanischen Strategen überraschte die Geschwindigkeit der frühen Erfolge. Die erste Phase der Operationen konnte Anfang 1942 vorzeitig abgeschlossen werden. Die japanischen Armee- und Seestreitkräfte hatten Malaya, Singapur, die Philippinen und Niederländisch-Indien gesichert und hatten in Burma, Neuguinea und im südwestlichen Pazifik Fuß gefasst. Das japanische kaiserliche Hauptquartier verfolgte nun eine Politik zur Konsolidierung seiner neuen Territorien in Erwartung der alliierten Gegenangriffe in diesen Regionen. Zu diesem Zweck beschlossen japanische Planer, den Aufbau dieser Angriffe durch eine Blockade der Hauptversorgungsroute zwischen den USA und Australien zu vereiteln. Dies beinhaltete die Invasion der Fidschi-Inseln, Samoas und Neukaledoniens im Pazifik, unter dem Decknamen FS.

## Planung
Am 30. Januar erläuterte der Leiter der 2. Operationsabteilung der Armee, Oberst Hattori Takushirō, dem Heeresminister Tōjō Hideki die bis dahin mit der Marine besprochenen Operationsvorschläge. Tōjō gab seine Zustimmung zur FS-Operation wie folgt zum Ausdruck:

„Selbst zwischen dem Oberkommando und den Ministern besteht kein Konsens über die Australien-Operation. Über die Pläne zur Invasion von Fidschi und Samoa wurde Einvernehmen erzielt. Ich denke, in Bezug auf die Art und Weise der Durchführung der Invasion Neukaledoniens ist Vorsicht geboten, obwohl ich nicht sagen kann, dass es keine Einigung gibt.“

Obwohl es nie eine formelle Entscheidung über die FS-Operation gab, setzte die Armee die konkreten Vorbereitungen fort und beantragte am folgenden Tag die Genehmigung für Invasionsoperationen gegen Ost-Neuguinea und die Salomonen.
Im Februar 1942 schlug dann Admiral Yamamoto Isoroku, Oberbefehlshaber der Kombinierten Flotte eine sofortige Invasion Australiens vor. Um die Kontrolle über das strategische Gebiet mit all seinen natürlichen und wirtschaftlichen Ressourcen zu erlangen oder sogar die direkte politische und militärische Kontrolle zu übernehmen, war das Interesse der japanischen Marine an einer solchen Operation groß. Ein weiterer Verfechter des Invasionsplans war Kapitän Tomioka Sadatoshi, Chef der Planungsabteilung des japanischen Admiralstabs unter der Führung von Konteradmiral Fukudome Shigeru. Tomioka war wohl auch der Hauptverantwortliche für den Vorschlag Australiens als nächstes großes Ziel anzugehen, da Australien sonst wahrscheinlich zum „Sprungbrett“ der Alliierten für strategische Offensiven gegen Japan werden würde. Auch Admiral Nagano Osami, der Chef des Admiralstabs, sprach sich für den australischen Invasionsplan aus.
So gab es innerhalb der japanischen Marine ein so genanntes „Australia first“-Denken, unter diesen auch Vizeadmiral Nagumo Chūichi und Kapitän zur See Fuchida Mitsuo, die an die überragende Bedeutung eines solchen Ziels glaubten als Teil der politischen und strategischen Planung für die südliche Front. Generalleutnant Yamashita Tomoyuki, dessen 25. Armee die Malaiische Halbinsel erobert hatte, stimmte diesen Gedanken zu und meldete sich sogar freiwillig, um die Invasion zu befehligen. Aber der Plan wurde von General Tōjō Hideki abgelehnt, der glaubte, dass er die Möglichkeiten Japans überstieg. Zudem wollte Tōjō etliche Divisionen zurückhalten, da zu diesem Zeitpunkt die japanische Armee wusste, dass Deutschland den Fall Blau mit Offensiven an der Wolga und in den Kaukasus plante und von einem deutschen Sieg überzeugt war. Nach einem deutschen Erfolg, wollte das Oberkommando der japanischen Armee bereit sein, in den geschwächten Ostgebieten der UdSSR zuzuschlagen, wozu große Truppeneinheiten benötigt würden, um jede sowjetische Aggression zu stoppen oder, wenn die Zeit reif war, eine japanische Invasion über die sibirische Grenze der UdSSR zu starten. Auf Vorschlag des Oberkommandos der japanischen Armee ordnete Kaiser Hirohito daher eine Verzögerung des Invasionsplans an, bis japanische Truppen Burma eingenommen und sich mit indischen nationalistischen Kräften zusammengeschlossen hatten. Schließlich sorgten die Niederlagen in der Schlacht im Korallenmeer und der Schlacht um Midway dafür, dass der Plan der japanischen Marine für eine Invasion Australiens zugunsten der weniger ehrgeizigen und möglicherweise realistischere Operation FS endgültig abgesagt wurde.
In der Folge wurden begrenzte Offensivoperationen genehmigt um eine unangreifbare Position zu schaffen. Daher wurde die Operation FS als Alternative eingeplant. Die Südseeabteilung unter Generalmajor Horii Tomitarō, verstärkt durch das 144. Regiment, zusammen mit der Kawaguchi-Abteilung unter Generalmajor Kawaguchi Kiyotake, verstärkt durch das 41. Regiment und das 124. Regiment, waren für den Einsatz vorgesehen.
Während die Operation am 18. Mai 1942 beginnen sollte und auf den unteren Ebenen die Vorbereitungen dafür getroffen wurden, verursachten interne Streitigkeiten innerhalb des kaiserlichen Hauptquartiers um die Führung der Operationen der zweiten Phase zahlreiche ernsthafte Auseinandersetzungen. Dieses Gerangel charakterisiert die Kluft, die sich zwischen Armee und Marine bezüglich des Krieges im Allgemeinen und der operativen Führung im weiteren Kontext des Großostasiatischen Krieges aufgetan hat.
Der Operationschef des Heeresministeriums, Tanaka, der sich für Operationen an der Südfront eingesetzt hatte, legte am 10. Februar die Einheiten für die Operation FS fest. Dies sollten die nach der Java-Operation verfügbaren Einheiten sein und die Operation sollte bereits von Ende März bis Anfang April eingeleitet werden.
Da die  Operationen der Marine im Indischen Ozean Anfang April abgeschlossen sein sollten und weil die Operation der Armee in Port Moresby für Mai geplant war, wurde die FS-Operation auf „einen günstigen Zeitpunkt frühestens im Juni“ verschoben.
Am 6. Juni verließ ein Konvoi für die Ausführung der Operation FS die Karatsu-Bucht auf Kyūshū in Richtung der  Palauinseln. Er bestand aus dem Zerstörer Yūnagi, dem Minenleger Hirashima, dem Hilfsminenleger Kahoku Maru und den Transportern Oigawa Maru, Sanko Maru Myoko Maru, Brisbane Maru, Yasukawa Maru und Arizona Maru, wobei die letzten beiden mit Flugabwehrkanonen ausgestattet waren.
Nach der schweren Niederlage bei Midway wurde die Operation FS zunächst um zwei Monate verschoben. Das Heeres- und das Marineministerium beschlossen am 11. Juli, die Pläne für eine Wiederholung der Midway-Operation aufzugeben und auch die FS-Operation vorerst abzusagen. Es gab aber große Erwartungen an den Vorschlag, die FS-Operation nach Dezember 1942 durchzuführen. Der spätere Kriegsverlauf sprach dann aber gegen eine Ausführung.